# سالم حميد
سالم محمد حميد مؤسس ورئيس  مركز المزماة للدراسات والبحوث - دبي .
منذ 2011 إلى 2020.
سبق له العمل في حكومة دبي في المجال الثقافي لسنوات عديدة، حيث ساهم في وضع العديد من الخطط والأبحاث والاستراتيجيات لتطوير وتعزيز القطاع الثقافي في إمارة دبي ودولة الإمارات العربية المتحدة عموماً.
كما ساهم في تأليف مناهج التربية الوطنية والاجتماعية والتاريخية الخاصة بوزارة التربية والتعليم الإماراتية للمراحل الابتدائية والمتوسطة والثانوية بالتعاون مع لجنة تأليف المناهج في الوزارة.
وله كتب تُدرس في المناهج الإماراتية.

## النشأة
ولد عام 1974، يحمل درجة الدكتوراة في الفلسفة من كلية العلوم الانثربولوجية من جامعة ويلز (لمبيتر) في المملكة المتحدة؛ تخرج منها عام 2007.

## السيرة
كاتب وباحث أكاديمي في الدراسات الإنسانية والثقافية والانثربولوجية والشؤون السياسية والإسلام السياسي، وله العديد من المؤلفات المطبوعة باللغتين العربية والإنجليزية، وكاتب مقالات في الصحافة الإماراتية وجريدتي الميدل ايست اونلاين والعرب الدولية في لندن. له عمود اسبوعي ثابت في جريدة الاتحاد الإماراتية و«العرب» اللندنية، وسبق له الكتابة في الصحف التالية الشرق الأوسط اللندنية، الإمارات اليوم، ذا ناشيونال الإماراتية الإنجليزية، وغلف نيوز الإماراتية الإنجليزية، والخليج تايمز الإماراتية الإنجليزية، وغيرها.

## مؤلفاته
ذو اختصاص في مجال الإسلام السياسي والتاريخي والاجتماعي والثقافي، وله العديد من عناوين الكتب الصادرة باسمه منها:
| عنوان الكتاب | سنة النشر | الناشر                              | عدد الصفحات | السلسلة                 | ردمك                | التصنيف       |
| --- | --------- | ----------------------------------- | ----------- | ----------------------- | ------------------- | ------------- |
| ماذا تعرف عن دولة الإمارات العربية المتحدة وعن المواطن الإماراتي ؟ | 2012      | دبي : مركز المزماة للدراسات والبحوث | 111         |                         | ISBN 9789948163084  | تاريخ         |
| جذور التآمر ضد الإمارات : قراءة وتحليل لنماذج مبكرة من الخطاب الإعلامي لتنظيم الإخوان المسلمين في الإمارات                                                                 | 2012      | دبي : مركز المزماة للدراسات والبحوث | 106         | جذور التآمر ضد الإمارات | ISBN 97899481688416 | سياسة         |
| جذور التآمر ضد الإمارات : القرضاوي يعترف بزرع البذرة الإخوانية في الإمارات                                                                                                 | 2012      | دبي : مركز المزماة للدراسات والبحوث | 208         | جذور التآمر ضد الإمارات | ISBN 9789948169598  | سياسة         |
| جذور التآمر ضد الإمارات: الإخوان يطمعون في السيطرة على ثروات الإمارات | 2013      | دبي : مركز المزماة للدراسات والبحوث | 142         | جذور التآمر ضد الإمارات | ISBN 9789948444916  | سياسة         |
| موسوعة الأرقام القياسية : دولة الإمارات العربية المتحدة: المراكز الأولى عربياً وإقليمياً ودولياً، تحطيم أكثر من مائة رقم في موسوعة جينيس                                      | 2013      | دبي : مركز المزماة للدراسات والبحوث | 325         |                         | ISBN 9789948200185  | معارف         |
| جذور التآمر ضد الإمارات : قصة المؤامرة الإخوانية على الإمارات.. من تسلل الفكر إلى فشل المخطط ومحاكمة المتهمين                                                              | 2013      | دبي : مركز المزماة للدراسات والبحوث | 140         | جذور التآمر ضد الإمارات | ISBN 9789948201205  | سياسة         |
| الحريات المدنية والسياسية في دستور الإمارات | 2013      | دبي : مركز المزماة للدراسات والبحوث | 261         |                         | ISBN 9789948200178  | سياسة         |
| الأخونة والإنقسام في مصر | 2013      | دبي : مركز المزماة للدراسات والبحوث | 69          |                         | ISBN 9789948444176  | سياسة         |
| جذور التآمر ضد الإمارات : سلسلة تفكيك خطاب التنظيم السري لجماعة الإخوان المسلمين : الإرهاب الإخواني في كتابات زعيمهم الهارب حسن الدقي يبشر الإمارات بجحيم الفوضى الإخوانية | 2013      | دبي : مركز المزماة للدراسات والبحوث | 134         | جذور التآمر ضد الإمارات | ISBN 9789948203568  | سياسة         |
| الخليج العربي ومخاطر الإسلام السياسي الصفوي : الوجه الآخر للإخوان المسلمين                                                                                                 | 2014      | دبي : مركز المزماة للدراسات والبحوث | 187         |                         | ISBN 9789948220374  | سياسة         |
| جذور التآمر ضد الإمارات : سلسلة تفكيك خطاب التنظيم السري لجماعة الإخوان المسلمين : المتاجرون بالدين ورموز الفتنة                                                           | 2014      | دبي : مركز المزماة للدراسات والبحوث | 174         | جذور التآمر ضد الإمارات | ISBN 9789948207887  | سياسة         |
| الأمن القومي الإماراتي والخليجي والجزر الإماراتية المحتلة | 2014      | دبي : مركز المزماة للدراسات والبحوث | 161         |                         | ISBN 9789948209126  | سياسة         |
| جذور التآمر ضد الإمارات : تنظيم الإخوان واستغلال طلبة جامعة الإمارات : حتى لايقع شبابنا في فخ التطرف                                                                       | 2015      | دبي : مركز المزماة للدراسات والبحوث | 157         | جذور التآمر ضد الإمارات | ISBN 9789948229544  | سياسة         |
| أوهام الربيع العربي وكوارثه التي لا تحصى | 2015      | دبي : مركز المزماة للدراسات والبحوث | 282         |                         | ISBN 9789948184478  | سياسة         |
| العمق التاريخي للفكر الإتحادي في دولة الإمارات العربية المتحدة | 2016      | دبي : مركز المزماة للدراسات والبحوث | 173         | كتاب وطني الإمارات      | ISBN 9789948229544  | تاريخ         |
| الشيخ سعيد بن مكتوم آل مكتوم | 2016      | دبي : مؤسسة وطني الإمارات           | 105         |                         | ISBN 9789948200956  | تراجم         |
| موسوعة الطفل الإماراتي | 2016      | دبي : مركز المزماة للدراسات والبحوث | 42          |                         | ISBN 9789948023432  | معارف - أطفال |
| ثنائي الشر ضد العالم العربي : الإخوان المسلمون ونظام الولي الفقيه | 2016      | دبي : مركز المزماة للدراسات والبحوث | 245         |                         | ISBN 9789948139850  | سياسة         |
| الموسوعة الدولية للإخوان المسلمين | 2017      | دبي : مركز المزماة للدراسات والبحوث | 1300        |                         | ISBN 9789948239802  | سياسة         |
| إشكاليات السياسة القطرية : نهاية مرحلة من العبث القطري بأمن الخليج | 2017      | دبي : مركز المزماة للدراسات والبحوث | 284         |                         | ISBN 9789948239802  | سياسة         |
| أحمد بن ماجد : ملاح من جلفار : الأبعاد المعرفية في شعره : قراءة نقدية | 2018      | دبي : مركز المزماة للدراسات والبحوث | 248         |                         | ISBN 9789948249771  | تراجم         |
| جار السوء : تآمر حكام قطر ومأزقهم | 2018      | دبي : مركز المزماة للدراسات والبحوث | 178         |                         | ISBN 9789948399438  | سياسة         |